# Niebezpieczeństwa wspinaczki
Niebezpieczeństwa wspinaczki to zagrożenia życia lub zdrowia, którym podlega wspinacz, czyli osoba uprawiająca wspinaczkę podczas wspinania (a więc pojęcie to nie obejmuje np. niebezpieczeństw związanych z niewłaściwym treningiem siłowym przygotowującym do wspinania itp.).
Według jednej z możliwych klasyfikacji zagrożenia te dzielimy na dwie podstawowe kategorie:
1. Niebezpieczeństwa subiektywne – zespół niebezpieczeństw związanych z ogólnie rozumianymi błędami osoby uprawiającej wspinaczkę, możliwych do wyeliminowania w procesie zdobywania doświadczenia, wiedzy i w procesie treningu wspinaczkowego. Obejmuje ona:
- niewłaściwy wybór drogi, np. przekraczającej możliwości wspinającego się, lub wymagającej użycia technik wspinaczkowych nieznanych danej osobie;
- pomyłki w orientacji, zgubienie się itp. (porównaj topografia);
- niewłaściwe stosowanie zasad wspinaczki w tym niewłaściwe zachowanie się w górach, np. zbyt szybkie zdobywanie wysokości w górach wysokich, niewłaściwe poruszanie się w terenie lawiniastym itp.;
- błędy techniczne podczas asekuracji jak niewłaściwe budowanie stanowisk asekuracyjnych, błędne używanie przyrządów asekuracyjnych i inne;
- błędy w technice wspinaczkowej np. używanie techniki odciągów w kruchym terenie itp.

2. Niebezpieczeństwa obiektywne -  to niebezpieczeństwa występujące podczas wspinaczki, na które wspinacz nie ma wpływu. Kategoria obejmuje:
- rzeczywiste (a nie wynikające z braku wiedzy) trudności orientacyjne;
- niebezpieczeństwa związane z charakterem rejonu wspinaczkowego, np. zmienność pogody w górach, wpływ wysokości;
- niebezpieczeństwa związane z charakterem formacji, w której prowadzi się działalność wspinaczkową np. kruszyzna, i związane z nią niebezpieczeństwo spowodowania lawiny kamiennej, niebezpieczeństwa związane ze schodzeniem lawin śnieżnych itp.;
- niebezpieczeństwa związane z jakością punktów asekuracyjnych w tym zakresie, w którym jest to niezależne od wiedzy i doświadczenia wspinającej się osoby.

Podział powyższy nie jest podziałem ścisłym i ostrym. Można wskazać elementy, które przynależą w pewnym zakresie do obydwu kategorii co oznacza, że w związku z danym niebezpieczeństwem osoba wspinająca się ma pewien wpływ na prawdopodobieństwo wystąpienia takich czynników, jednak niezależnie od jej zachowania zdarzenia tego nie sposób wykluczyć zupełnie.
Klasyfikacja niebezpieczeństw ma znaczenie praktyczne podczas przygotowywania się do przejścia drogi, podczas wyceny trudności drogi wspinaczkowej, podczas analizy przyczyn wypadku i ewentualnej oceny stopnia winy uczestników wypadku w związku z jego konsekwencjami itp.
Różne czynniki związane z niebezpieczeństwami wspinaczki mają różne znaczenie w zależności od uprawianego rodzaju działalności wspinaczkowej. I tak wspinanie na tzw. sztucznej ścianie jest obarczone w zasadzie wyłącznie czynnikami niebezpieczeństw subiektywnych, zaś wspinaczka uprawiana w górach obarczona jest znacznymi niebezpieczeństwami obiektywnymi.